# هيزل كلارك
هيزل كلارك (بالإنجليزية: Hazel Clark)‏ هي منافسة ألعاب القوى أمريكية، ولدت في 3 أكتوبر 1977 في ليفنجستون ‏ في الولايات المتحدة.

## وصلات خارجية
- هيزل كلارك على موقع الاتحاد الدولي لألعاب القوى (الإنجليزية)
- هيزل كلارك على موقع الدوري الماسي (الإنجليزية)
- هيزل كلارك على موقع أوليمبيديا (الإنجليزية)
- هيزل كلارك على موقع اللجنة الأولمبية والبارالمبية الأمريكية (الإنجليزية)